# Diament Matara
Diament Matara (Matra, Matura) – zwyczajowa nazwa przezroczystej, bezbarwnej odmiany cyrkonu. Może być naturalnie lekko zabarwiony, ale odbarwia się go przez silne podgrzewanie. 
Odmiana ta pochodzi ze Sri Lanki (wyspa Cejlon), z okolic miasta Matara. 
- Przez bardzo długi czas uważany był za diament, ma bardzo wysoki współczynnik załamania światła i dzięki temu jest bardzo podobny do diamentu.

- Używany jest do wytwarzania imitacji brylantów. Najczęściej stosuje się szlify płaskościenne – szlif schodkowy i szlif brylantowy.